# Militarisme

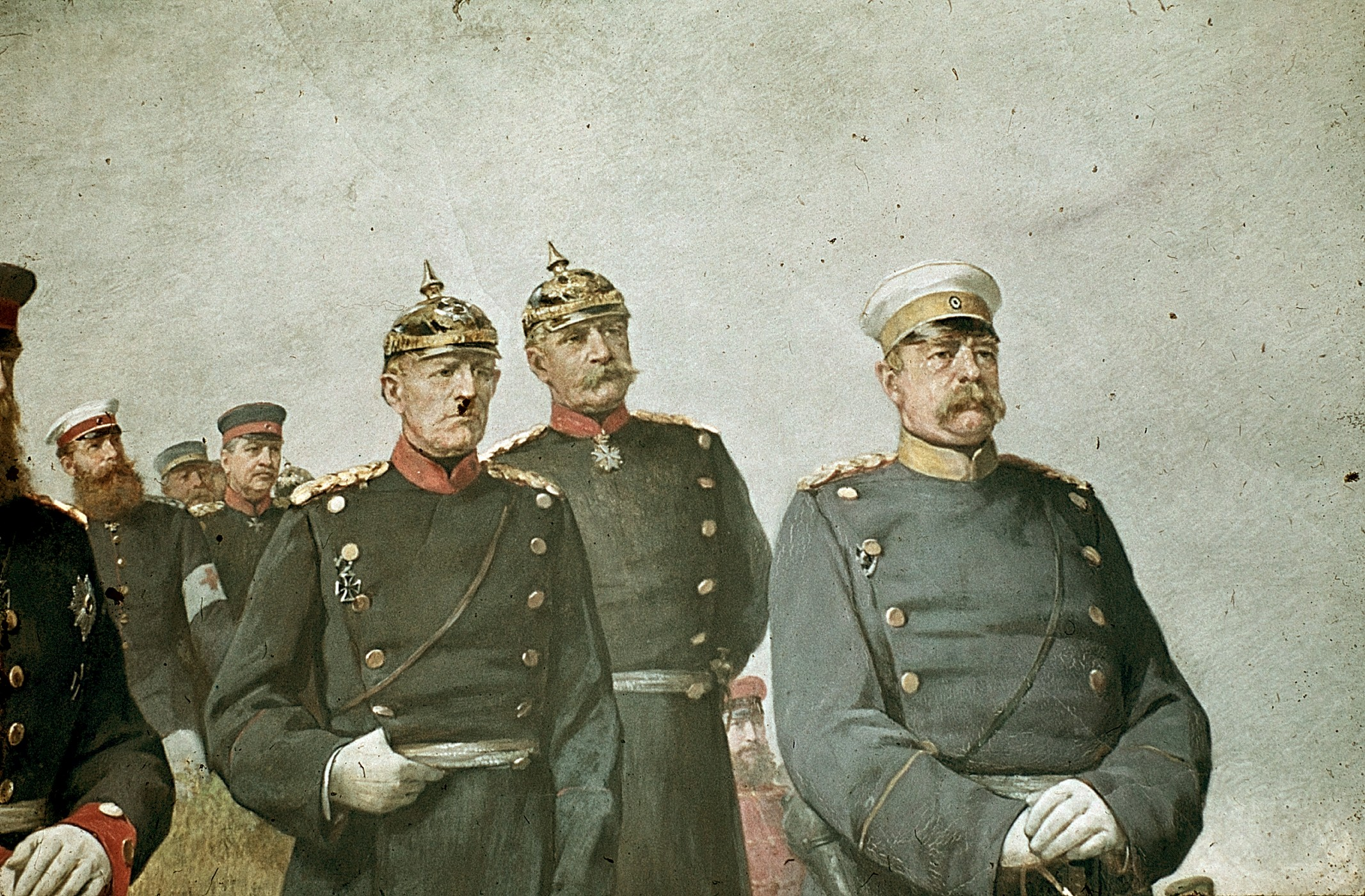
El canceller prussià (i més tard alemany) Otto von Bismarck, a la dreta, amb el general Helmuth von Moltke, a l'esquerra, i el general Albrecht von Roon, al centre. Tot i que Bismarck era un polític civil i no un oficial militar, portava un uniforme militar com a part de la cultura militarista prussiana de l'època. A partir d'una pintura de Carl Steffeck.

El militarisme és la creença o el desig d'un govern o d'un poble que un estat hauria de mantenir una forta capacitat militar i utilitzar-la de manera agressiva per expandir els interessos i/o els valors nacionals. Aquesta ideologia pot ser definida amb els següents termes: Predomini de la classe militar o els seus ideals.Exaltació de les virtuts militars i ideals.Una política de preparació militar agressiva.
El militarisme ha estat un element significatiu de les ideologies imperialista o expansionista de moltes nacions al llarg de la història. Històricament, el terme es va utilitzar fent referència a estats específics implicats en l'imperialisme. Exemples antics notables inclouen l'Imperi assiri, la ciutat-estat grega d'Esparta, l'Imperi romà, la nació asteca i l'Imperi Mongol. Alguns exemples dels temps moderns inclouen l'Imperi Otomà, el Regne de Prússia/Imperi Alemany/Tercer Reich, l'Imperi Britànic, l'Imperi Britànic, Casa dels Habsburg, els Estats Units d'Amèrica, el Primer Imperi Francès, el Regne Zulu, l'Imperi del Japó, l'Imperi Italià sota Benito Mussolini, Israel, Corea del Nord i l'Imperi Rus/Unió Soviètica/Rússia, Iraq sota Saddam Hussein. Avui es fa servir sovint el terme "militarista" d'una forma una mica informal aplicat als poders anglosaxons liderats pels Estats Units, (juntament amb el Regne Unit i Austràlia), i a altres com la Xina, França, Israel, Corea del Nord, Iran i Síria.

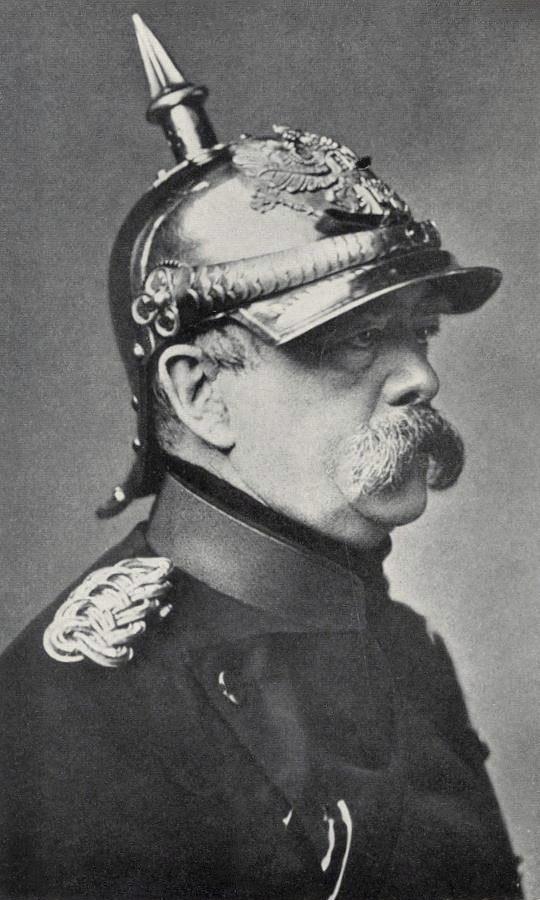
Otto von Bismarck, un civil, que portava un corassier de metall d'oficial Pickelhaube

## Per nació

###### Alemanya
Les arrels del militarisme alemany es poden trobar a la Prússia dels segles XVIII i XIX i la posterior unificació de l'Alemanya sota el lideratge prussià. No obstant això, Hans Rosenberg veu el seu origen ja en l'Orde Teutònic i la seva colonització de Prússia durant la baixa Edat Mitjana, quan els mercenaris del Sacre Imperi Romanogermànic van rebre terres per part de l'Orde i, a poc a poc, van formar una nova terra. noblesa prussiana militarista, a partir de la qual evolucionaria més tard la noblesa Junker.
Durant el regnat del segle XVII del "Gran Elector" Frederic Guillem de Brandenburg, Brandenburg-Prússia va augmentar el seu exèrcit a 40.000 homes i va començar una administració militar eficaç supervisada pel Comissariat General de Guerra. Per tal de reforçar el seu poder tant en matèria interior com exterior, l'anomenat Soldatenkönig ("rei soldat") Frederic Guillem I de Prússia va iniciar les seves reformes militars a gran escala el 1713, iniciant així el país la tradició d'un pressupost militar elevat augmentant la despesa militar anual fins al 73% de tot el pressupost anual de Prússia. En el moment de la seva mort el 1740, l'Exèrcit prussià s'havia convertit en un exèrcit permanent de 83.000 homes, un dels més grans d'Europa, en un moment en què tota la població prussiana formava 2,5 milions de persones. L'escriptor militar prussià Georg Henirich von Berenhorst escriurà més tard en retrospectiva que des del regnat del rei soldat, Prússia sempre va romandre "no un país amb un exèrcit, sinó un exèrcit amb un país" (una cita sovint mal atribuïda a Voltaire i Honoré Gabriel Riqueti, comte de Mirabeau).
El 2019 la República Federal d'Alemanya mantenia un exèrcit modern i gran i ténia un dels pressuposts de defensa més alts del món; amb l'1,3 per cent del PIB d'Alemanya, el 2019 és similar en efectiu als del Regne Unit, França i el Japó, al voltant de 50.000 milions de dòlars.

### Índia

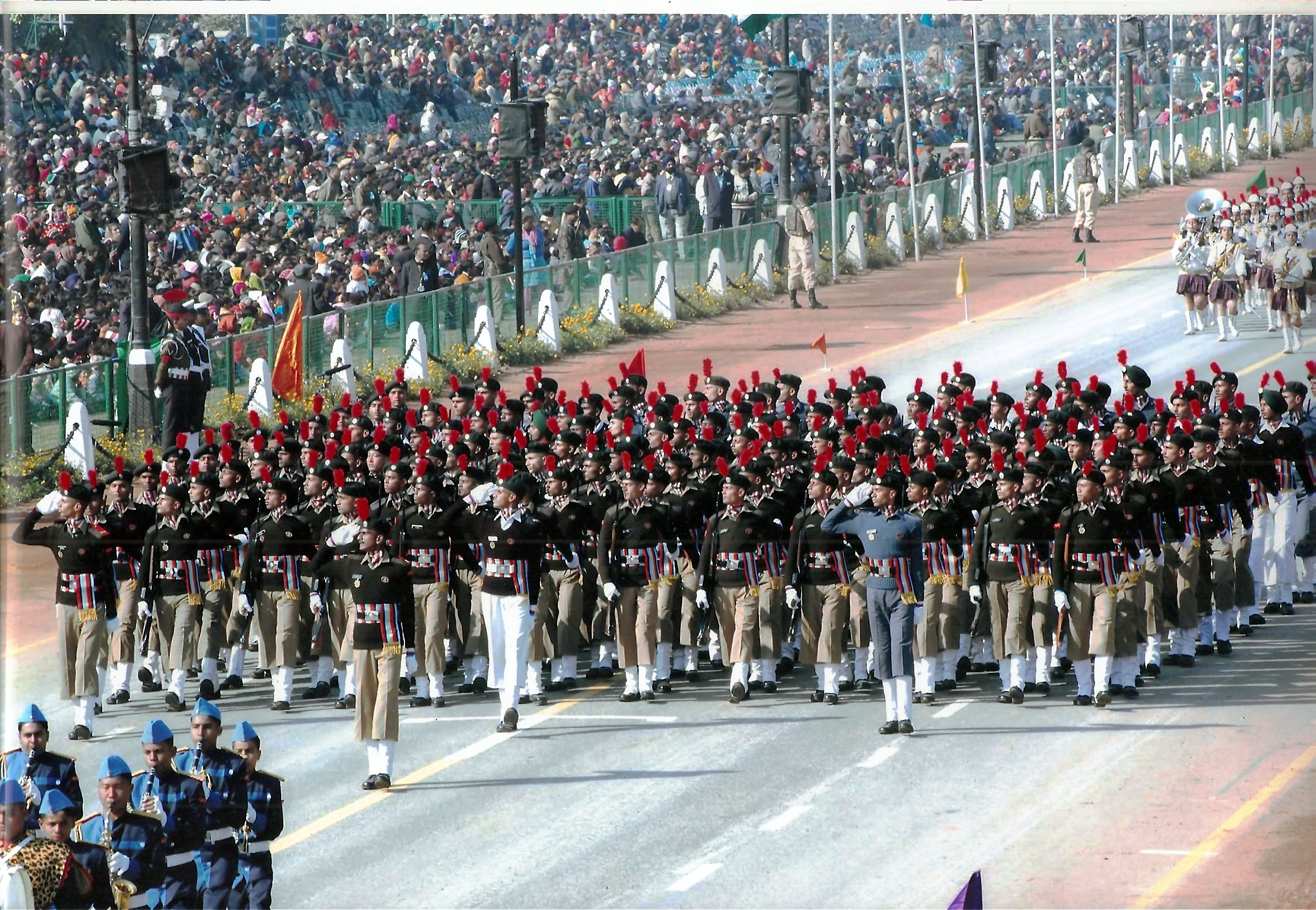
Desfilada militar a l'Índia

L'auge del militarisme a l'Índia es remunta al Raj Britànic amb l'establiment de diverses organitzacions del moviment independentista indi com l'Exèrcit Nacional Indi dirigit per Subhas Chandra Bose. L'Exèrcit Nacional de l'Índia (INA) va tenir un paper crucial en pressionar el Raj britànic després d'ocupar les illes Andaman i Nicobar amb l'ajuda de l'Imperi Japonès, però el moviment va perdre impuls a causa de la manca de suport per part de el Congrés Nacional Indi, la Batalla d'Imphal i la mort sobtada de Bose.
Després que l'Índia obtingués la independència el 1947, les tensions amb el veí Pakistan per la disputa del Caixmir i altres qüestions van portar el govern indi a posar èmfasi en la preparació militar (vegeu també la integració política de l'Índia). Després de la Guerra Sino-Índia el 1962, l'Índia va ampliar dramàticament el seu exèrcit que va ajudar a l'Índia a guanyar la Guerra Indo-Pakistanesa de 1971. L'Índia es va convertir en el tercer país asiàtic del món en posseir armes nuclears, culminant amb les proves de 1998. La insurrecció de Caixmir i els esdeveniments posteriors, inclosa la Guerra de Kargil contra Pakistan, van assegurar que el govern indi es mantingués compromès amb l'expansió militar. La disputada regió de Jammu i Caixmir és considerada com un dels llocs més militaritzats del món.
En els darrers anys, el govern indi ha augmentat la despesa militar dels 1,4 milions d'exèrcits en totes les branques i s'ha embarcat en un programa de modernització ràpida.

### Japó

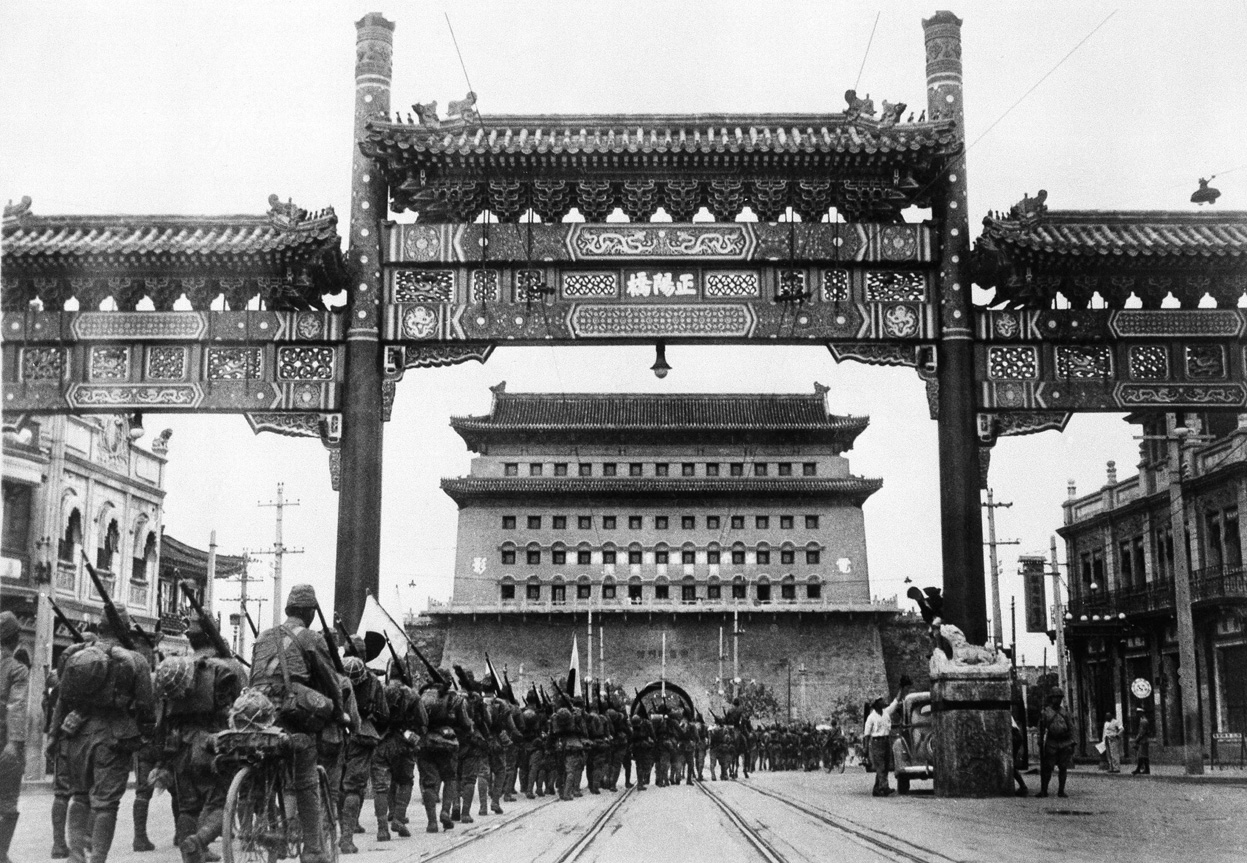
Els japonesos marxen cap a Zhengyangmen de Pequín després de capturar la ciutat el juliol de 1937.

Paral·lelament al militarisme alemany del segle xx, el militarisme japonès va començar amb una sèrie d'esdeveniments pels quals els militars van guanyar protagonisme a l'hora de dictar els afers del Japó. Això va ser evident en el període Sengoku del Japó del segle XV o Era dels Estats Combatents, on els poderosos senyors de la guerra samurais (daimyōs) van tenir un paper important en japonès. política. El militarisme japonès està profundament arrelat a l'antiga tradició samurai, segles abans de la modernització del Japó. Tot i que una filosofia militarista era intrínseca als shogunats, un estil de militarisme nacionalista es va desenvolupar després de la Restauració Meiji, que va restaurar l'Emperador al poder i va començar l'Imperi del Japó. S'exemplifica amb el Rescripte imperial a soldats i mariners de 1882, que demanava que tots els membres de les forces armades tinguessin una lleialtat personal absoluta a l'emperador.

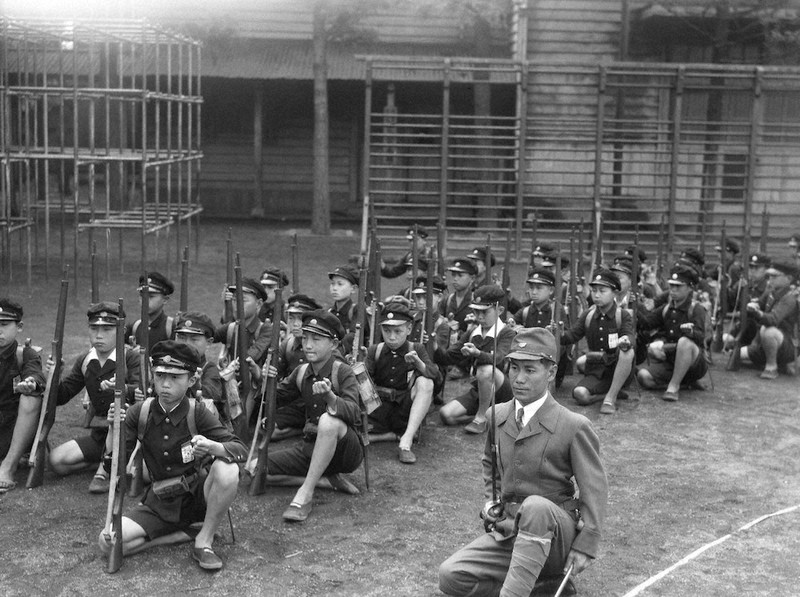
Els estudiants de primària van rebre exercicis militars, maig de 1942

Al segle XX (aproximadament a la dècada de 1920), dos factors van contribuir tant al poder de l'exèrcit com al caos dins les seves files. Una va ser la "Llei dels ministres militars per ser oficials en servei actiu", que requeria que l'Exèrcit Imperial Japonès (IJA) i la Marina Imperial Japonesa (IJN) acceptessin el  Ministeri de l'Exèrcit càrrec al Gabinet. Això va donar essencialment al poder de veto militar sobre la formació de qualsevol gabinet al país aparentment parlamentari. Un altre factor va ser gekokujō, o desobediència institucionalitzada per part dels oficials subalterns. No era estrany que els oficials subalterns radicals insistessin en els seus objectius, fins al punt d'assassinar els seus majors. El 1936, aquest fenomen va donar lloc a l'Incident del 26 de febrer, en què els oficials subalterns van intentar un cop d'estat i van matar membres destacats del govern japonès. La rebel·lió va enfurir l'emperador Hirohito i va ordenar la seva supressió, que va ser duta a terme amb èxit per membres lleials de l'exèrcit.
A la dècada de 1930, la Gran Depressió va danyar l'economia japonesa i va donar als elements radicals de l'exèrcit japonès l'oportunitat de fer realitat les seves ambicions de conquerir tota Àsia. El 1931, l'Exèrcit Kwantung (una força militar japonesa estacionada a Manxúria) va organitzar l'Incident de Mukden, que va provocar la Invasió de Manxúria i la seva transformació en l'estat titella japonès de Manchukuo. Sis anys més tard, l'Incident del pont Marco Polo a l'exterior de Pequín va desencadenar la Segona Guerra sino-japonesa (1937–1945). Les tropes japoneses van arribar a la Xina, conquerint Pequín, Xangai i la capital nacional de Nanking; l'última conquesta va ser seguida per la Massacre de Nanking. El 1940, Japó va entrar en un aliança amb l'Alemanya nazi i la Itàlia feixista, dos estats militars similars a Europa, i va avançar fora de la Xina i cap al sud-est asiàtic. Això va provocar la intervenció dels Estats Units, que va embargar tot el petroli al Japó. L'embargament finalment va precipitar l'Atac a Pearl Harbor i l'entrada dels EUA a la Segona Guerra Mundial.

### Militarisme a Espanya

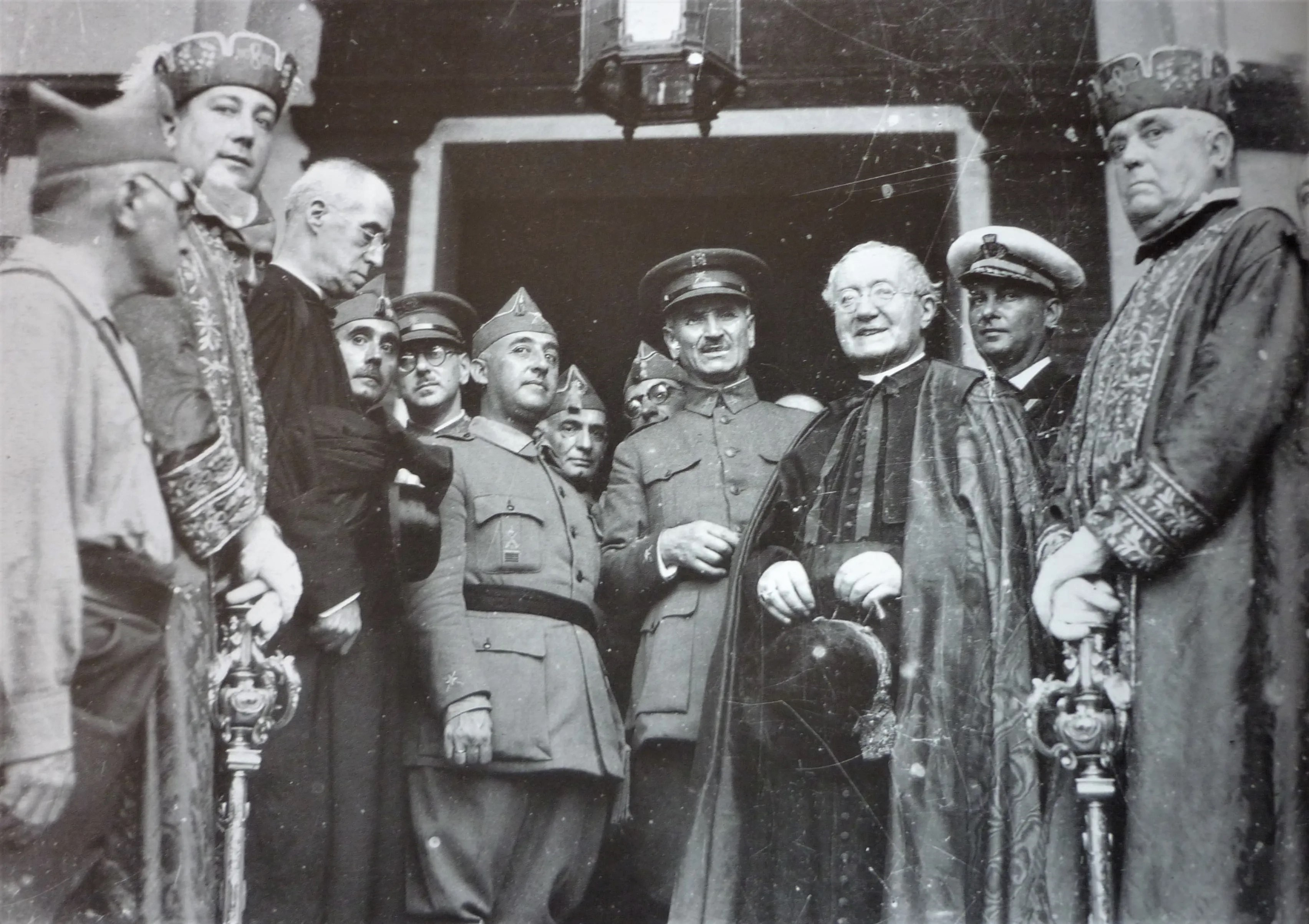
Francisco Franco, militar i dictador exponent del militarisme a Espanya.

El militarisme a Espanya és un tema clàssic de la historiografia de la Edat Contemporània a Espanya. El militarisme espanyol es va expressar a través del pretorianisme o predomini dels militars en la vida política. Davant la debilitat i successius fracassos (anomenats desastres) de la presència colonial exterior, l'aplicació principal de l'exèrcit van ser les sagnants guerres civils i la repressió política i social interna. A més del seu paper com a poder fàctic (o Estat dins de l'Estat), el prestigi de l'anomenat estament militar el va mantenir com una part de les classes dominants, que fins i tot va arribar a generar comportaments que van superar el tradicional corporativisme per ser descrits com a endogàmics o de casta.
Segons el professor Francisco Alía Miranda, de la Universitat de Castella-la Manxa, la intervenció de l'Exèrcit espanyol en la vida política ha estat una constant a l'Edat Contemporània fins als anys 1980. Aquesta ha revestit dos formes: unes vegades ha actuat «com a grup de pressió per influir en les decisions del poder civil» convertint-se «en una espasa de Dàmocles que ho tenallava i amenaçava»; i en d'altres ha suplantat directament al poder civil, «després de canviar governs i règims polítics al seu gust».